# Tiburcio Carías Andino
Tiburcio Carías Andino (Tegucigalpa, 5 marzo 1876 – Tegucigalpa, 23 dicembre 1969) è stato un politico e militare honduregno.
Fu presidente dell'Honduras dal 1933 al 1949.